# Coenotephria senectaria
Coenotephria senectaria är en fjärilsart som beskrevs av Herrich-Schäffer 1851. Coenotephria senectaria ingår i släktet Coenotephria och familjen mätare. Inga underarter finns listade i Catalogue of Life.